# Time (chanson de David Bowie)
Pour les articles homonymes, voir Time.
Singles de David Bowie
Drive-In Saturday
(avril 1973) Life on Mars?
(juin 1973)
Pistes de Aladdin Sane
Cracked Actor
(5) The Prettiest Star
(7)
Time est une chanson de David Bowie parue en avril 1973 sur l'album Aladdin Sane. Elle est également éditée en single aux États-Unis et au Japon à la place de Drive-In Saturday, mais elle ne se classe dans aucun hit-parade.
Comme les autres chansons de l'album, Time est composée par Bowie durant sa tournée américaine de 1972, plus précisément à La Nouvelle-Orléans. Sur un accompagnement au piano inspiré du jazz des années 1920, ses paroles dépeignent le passage inexorable du temps.

## Histoire

### Composition
Durant l'été 1971, David Bowie fait enregistrer à son ami George Underwood des démos de deux chansons avec son guitariste Mick Ronson : Song for Bob Dylan, que Bowie reprend par la suite sur son album Hunky Dory, et We Should Be On by Now, une première version de Time. Deux ans plus tard, alors que le chanteur se trouve aux États-Unis pour le Ziggy Stardust Tour, il retravaille cette chanson. De passage à La Nouvelle-Orléans, il écrit de nouvelles paroles le 14 novembre 1973, une semaine après la mort accidentelle de Billy Murcia (en), le premier batteur des New York Dolls, à qui il fait allusion sous le nom de « Billy Dolls ».

### Parution et accueil
Time apparaît en ouverture de la deuxième face de l'album Aladdin Sane, sorti le 14 avril 1973. Elle est éditée en 45 tours sur le marché américain dans une version raccourcie d'une minute et demi, avec The Prettiest Star en face B. Elle constitue le deuxième single tiré de l'album aux États-Unis où RCA Records a choisi de ne pas publier Drive-In Saturday. Time ne se classe pas dans le Billboard Hot 100.

### Postérité
Time figure dans le répertoire scénique de Bowie durant les tournées Ziggy Stardust Tour (1973), Diamond Dogs Tour (1974) et Glass Spider Tour (1987). Elle apparaît sur les rééditions des albums live Ziggy Stardust: The Motion Picture et David Live.

## Caractéristiques artistiques
Time est construite autour du piano stride de Mike Garson, qui donne à la chanson un air de jazz de La Nouvelle-Orléans des années 1920. Matthieu Thibault parle d'« hommage perverti au style dixieland ». Elle s'ouvre avec le piano et la voix seuls avant que Mick Ronson reprenne le riff à la guitare et que les chœurs, saxophones et flûtes apportent de l'ampleur à la chanson. La performance vocale de Bowie est particulièrement théâtrale (Nicholas Pegg la décrit comme brechtienne), avec des exclamations suraigues ponctuelles.
Les paroles de Time décrivent le passage inexorable du temps, un sujet déjà abordé par Bowie dans des chansons comme An Occasional Dream ou Changes. Plein d'ennui existentiel, le narrateur se désole de la disparition de ses proches, de ses rêves et de ses espoirs. L'utilisation du mot « wanking » (« branlette ») donne lieu à la censure de la chanson par la BBC, qui refuse de la diffuser. Aux États-Unis, où ce mot d'argot britannique n'est pas très répandu, ce passage est laissé tel quel, mais en revanche, c'est la mention des Quaaludes qui entraîne une censure.

## Fiche technique

### Chansons
Toutes les chansons sont écrites et composées par David Bowie.
| 1. | Time               | 3:38 |
| 2. | The Prettiest Star | 3:25 |

### Interprètes et équipe de production
- David Bowie : chant, guitare, saxophone, arrangements, production
- Mick Ronson : guitare, chœurs, arrangements
- Trevor Bolder : basse
- Mick Woodmansey : batterie
- Mike Garson : piano
- Ken Fordham, Brian « Bux » Wilshaw : saxophone
- Ken Scott : production[8]